# Casey's
Casey's General Stores, Inc. är ett amerikanskt detaljhandelsföretag som driver närbutiker och bensinstationer under namnet Casey's i 16 amerikanska delstater. De förfogade över 2 207 närbutiker och hade en personalstyrka på 17 282 anställda för den 30 april 2020.

## Historik
Detaljhandelskedjan har sitt ursprung från 1935 när den italienske immigranten Domenic Lamberti öppnade upp en närbutik i Des Moines i Iowa. Senare började hans son Donald F. Lamberti hjälpa till med butiken, det varade fram tills sonen började studera redovisning vid Duke University. 1960 hoppade han dock av studierna efter att faderns hälsa började svikta och tvingades ta över närbutiken. 1967 fick Donald F. Lamberti ett tips från Kurvin C. Fish, som var Lambertis drivmedelsgrossist, att det fanns ett petroleumbolag, som ägde fyra bensinstationer, som var till salu. De två slog till och köpte petroleumbolaget för totalt 200 000 amerikanska dollar, samtidigt som den fick namnet Casey's. Affärsidén med Casey's blev att etablera sig i mindre orter och samhällen, där de redan stora närbutikskedjorna tyckte det inte var tillräckligt lönsamt att vara i. 1983 blev företaget ett publikt aktiebolag.
I oktober 2009 tog det kanadensiska Alimentation Couche-Tard kontakt med Casey's om ett uppköp av kedjan men Casey's var inte intresserade av att bli sålda. I april året därpå la kanadensarna ett fientligt bud på Casey's på totalt 1,9 miljarder dollar. Det blev en långdragen och hätsk affär mellan parterna. I september kontrade amerikansk-japanska konkurrenten 7-Eleven och la 2,03 miljarder dollar på Casey's, förhandlingar om en påtänkt fusion inleddes men slutfördes dock aldrig. Alimentation Couche-Tard ilsknade till och meddelade att man skulle diskutera en eventuell affär med enskilda aktieägare utan att gå via Casey's styrelse hädanefter, i slutet av månaden övergav dock kanadensarna affären.

## Delstater
De har närbutiker i följande delstater:
| - Arkansas - Illinois - Indiana - Iowa - Kansas - Kentucky - Michigan - Minnesota | - Missouri - Nebraska - North Dakota - Ohio - Oklahoma - South Dakota - Tennessee - Wisconsin |